# Juliana z Lutychu
Svatá Juliana z Lutychu (francouzsky Julienne de Cornillon) (1192 ? – 5. dubna 1258), byla řeholnice a mystička z Retinne v kraji Fléron a lutyšské diecézi. Významně přispěla k zavedení Slavnosti Těla a Krve Páně.

## Život
Narodila se v Retinne, její rodiče Henri a Frescende zemřeli, když bylo Julianě pět let. Poté byla svěřena k výchově řeholním sestrám v konventu Mont Cornillon poblíž Lutychu. Ve věku 14 let se stala řeholnicí a toužila zasvětit svůj život službě nemocným. Naučila se latinsky, což jí umožňovalo číst spisy církevních otců, například sv. Augustina nebo sv. Bernarda z Clairvaux.

### Mystická zjevení
Od roku 1209 měla častá mystická vidění. Svou pozornost soustředila především na eucharistii. Několikrát se opakovalo její vidění, v němž spatřila zářící měsíc v úplňku, ale jaksi neúplný, na jedné straně potemnělý či s tmavou skvrnou. Toto vidění ji velmi znepokojovalo a po dlouhých modlitbách pochopila, že měsíc představuje katolickou církev a temná trhlina na něm znamená, že církvi chybí důležitá slavnost k poctě Těla a Krve Kristovy. Od tohoto okamžiku začala bojovat o vyhlášení slavnostního svátku k poctě Nejsvětější svátosti. V tomto snažení jí pomáhala blahoslavená Eva z Lutychu.
Roku 1222 byla Juliana zvolena abatyší kláštera v Mont Cornillon a dále usilovala o ustanovení Slavnosti Těla a Krve Páně. Žádala o radu nejznamenitější muže té doby, mezi jinými i Jana z Lausanne – kanovníka z chrámu sv. Martina v Lutychu, biskupa z Cambrai, vynikajícího dominikánského teologa Huga de Saint Cher i lutyšského arcijáhna Jacquese Pantaléona, pozdějšího papeže Urbana IV. a mnohé další.

### Ustanovení Slavnosti Těla a Krve Páně
Slavnost Těla a Krve Páně byla poprvé slavena knížetem biskupem Robertem de Tourote, který oslaben nemocí pobýval ve Fosses a litoval, že již mu nezbude čas, aby tuto slavnost ustanovil v celém svém knížectví. Doporučil však kněžím, kteří s ním byli ve Fosses, aby slavnost zavedli. Zemřel 16. října 1246, aniž by stačil svolat místní synodu či vydat svůj příkaz písemně.
Měšťané v Lutychu se postavili proti zavedení této slavnosti, neboť to pro lid znamenalo další postní den navíc. Odpor proti slavnosti zesílil v roce 1246 a Juliana musela opustit svůj konvent a putovala od kláštera ke klášteru. Nalezla útočiště v několika cisterciáckých klášterech, nakonec zůstala v klášteře v Salzennes. Zemřela 5. dubna 1258 ve Fosses-la-Ville, pohřbena je v cisterciáckém opatství ve Villers-La-Ville.
Na její popud byl svátek zaveden od roku 1246 v lutyšské diecézi, 11. srpna 1264 jej papež Urban IV. ustanovil pro celou církev bulou Transiturus de hoc mundo. Slavnost Těla a Krve Páně nebyla přijímána ve všech diecézích západní církve, neboť po smrti Urbana IV. byly slavení svátku opět kladeny překážky, až do pontifikátu Klementa V., kdy koncil ve Vienne (ve Francii) obnovil příkaz Urbana IV.

## Úcta
Juliana je uctívána jako světice, kanonizována byla bl. Piem IX. roku 1869. Její svátek se slaví 5. dubna.

### Životopisy
- "Sainte Julienne de Cornillon", Chanoine Jean Cottiaux, Liége, 1991, 260 pp.
- "Compte rendu de Fête-Dieu (1246–1996), 1.Actes du colloque de Liège", septembre 1996, éd. A. Haquin;
- "Compte rendu de Fête-Dieu (1246–1996), 2.Vie de sainte Julienne de Cornillon", éd. Jean-Pierre Delville, Louvain-la-Neuve, 1999